# Oreogrammitis distincta
Oreogrammitis distincta är en stensöteväxtart som beskrevs av Barbara S. Parris. Oreogrammitis distincta ingår i släktet Oreogrammitis och familjen Polypodiaceae. Inga underarter finns listade.